# Tototepec
Tototepec es una localidad del estado mexicano de Guerrero. Es parte del municipio de Tlapa de Comonfort.

## Toponimia
El nombre «Tototepec» proviene de los términos en náhuatl: tototl, pájaro; tepetl, cerro; co, locativo. Su significado es «En el cerro de los pájaros».

## Demografía
| Gráfica de evolución demográfica |
|                                  |

| Censo | Población |
| ----- | --------- |
| 1950  | 1 356     |
| 1960  | 1 439     |
| 1970  | 1 368     |
| 1980  | 2 155     |
| 1990  | 2 364     |
| 2000  | 2 473     |
| 2010  | 2 836     |
| 2020  | 3 009     |